# Arthur Byl
Pour les articles homonymes, voir Byl.
Arthur Marie Byl, né le 1er décembre 1859 à Montmartre, et mort le 13 mars 1918 à Nanterre, est un auteur dramatique, journaliste et écrivain français.

## Biographie
Acteur dans une petite troupe de théâtre dont il est congédié, ayant effectué divers petits métiers, il se fait connaître en 1884 par un pamphlet antimilitariste très virulent, L'Ombre du drapeau. Employé au chemin de fer d'Orléans, il comparait en police correctionnelle avec son associé Georges Hacker, pour escroquerie après la fondation du journal La Revue des lettres et la mise en place d'un concours frauduleux dans ce journal (1885),. Après la cessation de parution du journal dans lequel il était rédacteur, il cherche un emploi et rencontre André Antoine, alors employé du gaz, auquel il propose une pièce pour son futur théâtre.
Arthur Byl fait donc ses débuts comme auteur dramatique lors de la soirée inaugurale du Théâtre Libre qui lui doit son nom, le 30 mars 1887 avec la pièce Un Sous-Préfet qui déclenche un énorme scandale.
Journaliste à L’Éclair (1901), auteur, entre autres, de définitions pour dictionnaires et encyclopédies diverses, il est surtout connu pour avoir rédigé le texte d'un album lithographié par Henri de Toulouse-Lautrec sur Yvette Guilbert publié à Londres à 350 exemplaires en 1898.
En 1908, il quitte la vie théâtrale pour s'installer comme brocanteur au marché aux puces de Saint-Ouen et tombe rapidement dans l'oubli.

## Œuvres
Théâtre
- 1887 : Un sous-préfet, pièce en 1 acte, en prose, au Théâtre Libre (30 mars)
- 1887 : Sœur Philomène, pièce en 2 actes, en prose, tirée du roman d'Edmond et Jules de Goncourt, avec Jules Vidal, au Théâtre Libre (12 octobre)
- 1890 : L'Age critique, comédie en 5 actes, au théâtre des Menus-Plaisirs (5 novembre)[13]
- 1891 : La Folie de Pierrot, mimodrame en 1 acte, avec Louis Marsolleau, musique de Paul Vidal, à la Scala (22 septembre)[14]
- 1893 : Un homme de cheval, vaudeville en 1 acte, avec Adolphe Moullet, au Concert de l'Époque (3 juin)
- 1896 : Clémentine, ou un Gentleman-rider, opérette en 1 acte, avec Adolphe Moullet, musique de Louis Lust, au théâtre des Folies-Saint-Antoine (février)
- 1898 : Hors les lois, comédie en 1 acte, en vers, avec Louis Marsolleau, au théâtre Antoine (5 novembre). Pièce éditée chez Stock avec une couverture illustrée par Toulouse-Lautrec[15].
- 1903 : Et madame née Chausson, comédie en 2 actes, avec Charles Quinel, au théâtre du Grand-Guignol (1er février)
- 1904 : Les Ingrats, pièce, avec Ernest Gerny et Antoine Queyriaux
- 1905 : Le Sergent Fortin, pièce militaire en 1 acte, avec Ernest Gerny et Antoine Queyriaux
- 1906 : Dans un fauteuil, comédie en un acte, avec Ernest Gerny, au théâtre du Grand-Guignol (21 février)[16]
- 1907 : L'A. P., comédie en 1 acte, avec Ernest Gerny, au théâtre Mévisto (24 novembre)
- 1908 : La séance continue, comédie en 1 acte, avec Eugène Rouzier-Dorcières, au Little-Palace (19 avril)

Romans
- 1901 : Champignol malgré lui, roman tiré de la pièce éponyme de Georges Feydeau et Maurice Desvallières, ill. Léonce Burret, Paris, Félix Juven éditeur
- 1903 : Champignol divorcé, roman tiré de l'oeuvre de Georges Feydeau, Paris, Félix Juven éditeur
- 1905 : Joujou pour dames, roman, Paris, Librairie artistique

Chansons
- 1893 : Les Trois Génies !, chanson, paroles de Arthur Byl, musique de Gustave Goublier

Varia
- 1898 : Yvette Guilbert, album de 8 lithographies de Toulouse-Lautrec précédées d'un frontispice et publiées sous couverture par Bliss & Sands à Londres. Texte anglais d'Arthur Byl.
- 1901 : Catalogue de l'exposition Charles Maurin, galerie Sagot, Paris